# Nothing’s Shocking
Nothing’s Shocking (с англ. — «Ничего страшного») — дебютный студийный альбом американской рок-группы Jane's Addiction. Был выпущен 23 августа 1988 года на лейбле Warner Bros. Records. Nothing’s Shocking получил хорошие отзывы критиков и многими из них считается лучшим альбомом группы. Несмотря на это, диск достиг лишь 103-й позиции в чарте Billboard 200. Среди синглов наибольшего успеха добился «Jane Says», который поднялся до 6-го места в Modern Rock Tracks. Журнал Rolling Stone поставил альбом на 309-е место в своём списке «500 величайших альбомов всех времён».

## Запись
Перед записью альбома Warner Bros. Records предоставили музыкантам Jane’s Addiction список продюсеров на выбор. Группа выбрала Дэйва Джердена, чья работа в качестве звукоинженера на альбоме Дэвида Бирна и Брайана Ино My Life in the Bush of Ghosts понравилась фронтмену группы Перри Фарреллу. По словам Джердена, он «прыгал от счастья», узнав о предоставившейся возможности поработать с группой.
Сама запись альбома не обошлась без эксцессов. Вначале, когда запись уже началась, Фаррелл заявил, что хочет 50 % роялти за написание песен, а также четверть от оставшейся половины за сочинение музыки. Таким образом, его доля составляла 62,5 %. По словам басиста Эрика Эвери, он и другие участники группы, — гитарист Дэйв Наварро и барабанщик Стивен Перкинс, были крайне удивлены требованиями Фаррелла. Фронтмен отказывался идти на компромисс. Однажды Джерден приехал в студию, чтобы найти Фаррелла, который «поцапался» с коллегами; когда же он наконец отыскал вокалиста, тот заявил, что группа распалась и запись отменяется. В Warner Bros. Records даже созвали экстренное совещание для разрешения ситуации. В итоге Фаррелл получил желаемый процент роялти, остальные участники группы довольствовались по 12,5 %. Эвери заявил, что этот инцидент оказал огромное влияние на атмосферу внутри коллектива, создав «трещину» между музыкантами.
Помимо этого, вскоре после скандала с роялти, Фаррелл и Эвери, которые ранее вместе сформировали группу, поссорились. Причиной стал бытовой инцидент — Фарреллу показалось, что басист, находившийся в нетрезвом состоянии, пытался ухаживать за его девушкой. Во время записи между музыкантами были очень напряжённые отношения, только Перкинс хорошо ладил со всеми участниками группы.

## Выпуск
Концепцию обложки альбома придумал Перри Фаррелл. На ней была изображена скульптура обнаженных женщин — пары сиамских близнецов с горящими головами, сидящих в кресле-качалке. Фаррелл пояснил, что этот образ, как и большая часть его художественных работ, пришёл к нему во сне. Фронтмен нанял сотрудников студии Warner Bros, чтобы создать желаемую скульптуру; однако это оказались дилетанты, и вскоре, по его требованию, они были уволены. В итоге, Фаррелл создал обложку самостоятельно — он нанял умельца, который помог сделать слепок с тела его девушки с целью использования в качестве манекена для скульптуры. Ретейлеры высказывались против провокационной обложки. Девять из одиннадцати ведущих торговых сетей по продаже музыки отказались продавать Nothing’s Shocking в таком виде — по их требованию альбом должен был быть обёрнут в плотную коричневую бумагу.
В 1988 году песня «Mountain Song» с альбома была выпущена в качестве сингла, однако MTV отказался транслировать снятый на неё клип из-за эпизода, содержащего наготу. Тогда Фаррелл решил выпустить это видео в коммерческом варианте — он добавил двадцать минут домашних съёмок и смонтировал клип «Soul Kiss». В связи с отсутствием ротации на MTV и современных рок-радиостанциях продажи альбома были не велики: 200000—250000 копий за первый год. Однако по прошествии времени продажи Nothing’s Shocking превысили 1 миллион копий, и он получил «платиновый» статус в США.
В 1989 году альбом был номинирован на премию «Грэмми» в номинации «Лучшее исполнение в стиле хард-рок/метал, вокальное или инструментальное», однако уступил альбому Jethro Tull Crest of a Knave.

## Отзывы критиков
| Оценки критиков               | Оценки критиков |
| Источник                      | Оценка          |
| ----------------------------- | --------------- |
| Virgin Encyclopedia           | [ 23 ]          |
| Allmusic                      | [ 24 ]          |
| Spin                          | (5/10)          |
| The Rolling Stone Album Guide | [ 26 ]          |
| Роберт Кристгау               | B–              |
| Rhapsody                      | (позитивный)    |
| Rolling Stone                 | [ 28 ]          |

В ретроспективном обзоре портала Allmusic Грег Прато писал:
Хотя их одноимённый дебютный диск был довольно интригующим (немногие альтернативные группы того времени имели мужество смешивать современный рок, прогрессивный рок и хеви-метал), он выглядел довольно бледно на фоне их следующего релиза — Nothing’s Shocking. Спродюсированный Дэйвом Джерденом и вокалистом группы Перри Фарреллом, альбом был более слаженным и мощным в музыкальном плане: пламенно-динамический материал дарил ощущение, что всё может развалиться в любую секунду, создавая фантастическую музыкальную напряженность. Такие треки как «Up the Beach» «Ocean Size» и один из самых эпичных гимнов альтернативного рока — «Mountain Song», наполнены масштабностью, которую привнесли группы Led Zeppelin и The Cure — наиболее повлиявшие на коллектив. В композициях «Ted, Just Admit It...» (о серийном убийце Теде Банди) и «Summertime Rolls» использовались будущие стандарты альтернативного рока — меняющаяся тональность и динамика. Как и во всех великих группах, вклад каждого музыканта был равноценен: уникальный голос и тексты Перри Фаррелла, гипнотические гитарные риффы Дэйва Наварро, плотные басовые партии Эрика Эвери, всё это венчалось вкладом одного из лучших рок-барабанщиков Стивена Перкинса. Nothing’s Shocking — обязательная вещь в коллекции ценителя передовых, влиятельных и вневременной хард-рок записей.
В 2006 году журнал Q поместил альбом на 32-е место в своём списке «40 лучших альбомов 80-х». Журнал Rolling Stone поставил альбом на 309-е место в своём списке «500 величайших альбомов всех времён». Также Nothing’s Shocking фигурирует в альманахе «1001 альбом, которые вы должны услышать, прежде чем умереть».

### Переиздание
19 июня 2012 года была выпущена новая версия альбома — с ремастеринговым качеством звука. Издание было упаковано в картонный футляр, буклет остался идентичен оригинальной версии. Трек-лист также остался неизменным. Наиболее заметным отличием был цвет оформления названия группы: оригинал имел мраморный цвет в чёрным контуре, а переиздание было оформлено в светло-сером цвете с фиолетовым контуром.

## Список композиций
Все тексты написаны Перри Фарреллом, вся музыка написана Jane's Addiction.
| №   | Название                             | Длительность |
| --- | ------------------------------------ | ------------ |
| 1.  | «Up the Beach»                       | 3:00         |
| 2.  | «Ocean Size»                         | 4:20         |
| 3.  | «Had a Dad»                          | 3:44         |
| 4.  | «Ted, Just Admit It...»              | 7:23         |
| 5.  | «Standing in the Shower... Thinking» | 3:03         |
| 6.  | «Summertime Rolls»                   | 6:18         |
| 7.  | «Mountain Song»                      | 4:03         |
| 8.  | «Idiots Rule»                        | 3:00         |
| 9.  | «Jane Says»                          | 4:52         |
| 10. | «Thank You Boys»                     | 1:01         |
| 11. | «Pig's in Zen[*]»                    | 4:30         |

↑ * Песня не вошла в виниловое издание альбома.

## Участники записи
| Jane’s Addiction - Эрик Эвери — бас и акустическая гитара - Перри Фаррелл — вокал, фортепиано - Дэйв Наварро — электро и акустическая гитары - Стивен Перкинс — ударные, перкуссия Дополнительные музыканты - Анджело Мур — саксофон - Фли — труба - Кристофер Дауд — тромбон Производство - Дэйв Джерден — продюсирование, микширование, звукоинженер - Перри Фаррелл — продюсирование, микширование - Ронни С. Шампань — звукоинженер - Энди Хэрпер — звукоинженер - Джефф Пайрджордж — помощник звукониженера - Стив Холл — мастеринг (оригинальный альбом) - Кевин Грэй — мастеринг (ремастеринг версия, 2012 год) | Дополнительный персонал - Перри Фаррелл — дизайн альбома, скульптура и фотографии - Кэйси Никколи — худ. ассистент, фотографии - Кевин Вестенберг — фотографии группы - Ким Шампань — худ. консультант - Пол Фишер — кастинг - Роберта Боллард — продакшн-координатор (ремастеринг версия, 2012 год) |

## Хит-парады
| Год  | Чарт              | Высшая позиция |
| ---- | ----------------- | -------------- |
| 1988 | Billboard Top 200 | 103            |

| Год  | Название    | Чарт               | Высшая позиция |
| ---- | ----------- | ------------------ | -------------- |
| 1988 | «Jane Says» | Modern Rock Tracks | 25             |

## Сертификации
| Регион | Сертификация | Продажи    |
| --- | ------------ | ---------- |
| Великобритания (BPI) | Серебряный   | 60 000^    |
| США (RIAA) | Платиновый   | 1 000 000^ |
| * Данные о продажах приведены только на основе сертификации. ^ Данные о тиражах приведены только на основе сертификации. |              |            |